# Fairborn
Fairborn – miasto w Stanach Zjednoczonych, południowo-zachodniej części stanu Ohio, w pobliżu miasta Dayton. Liczba mieszkańców w 2010 roku wynosiła 32 770. Miasto leży w strefie klimatu wilgotnego subtropikalnego, łagodnego, z gorącym latem, należącego według klasyfikacji Köppena do strefy Cfa. Średnia temperatura roczna wynosi 12,1 °C, a opady 988,1 mm